# Lagerstraße (Rostock)

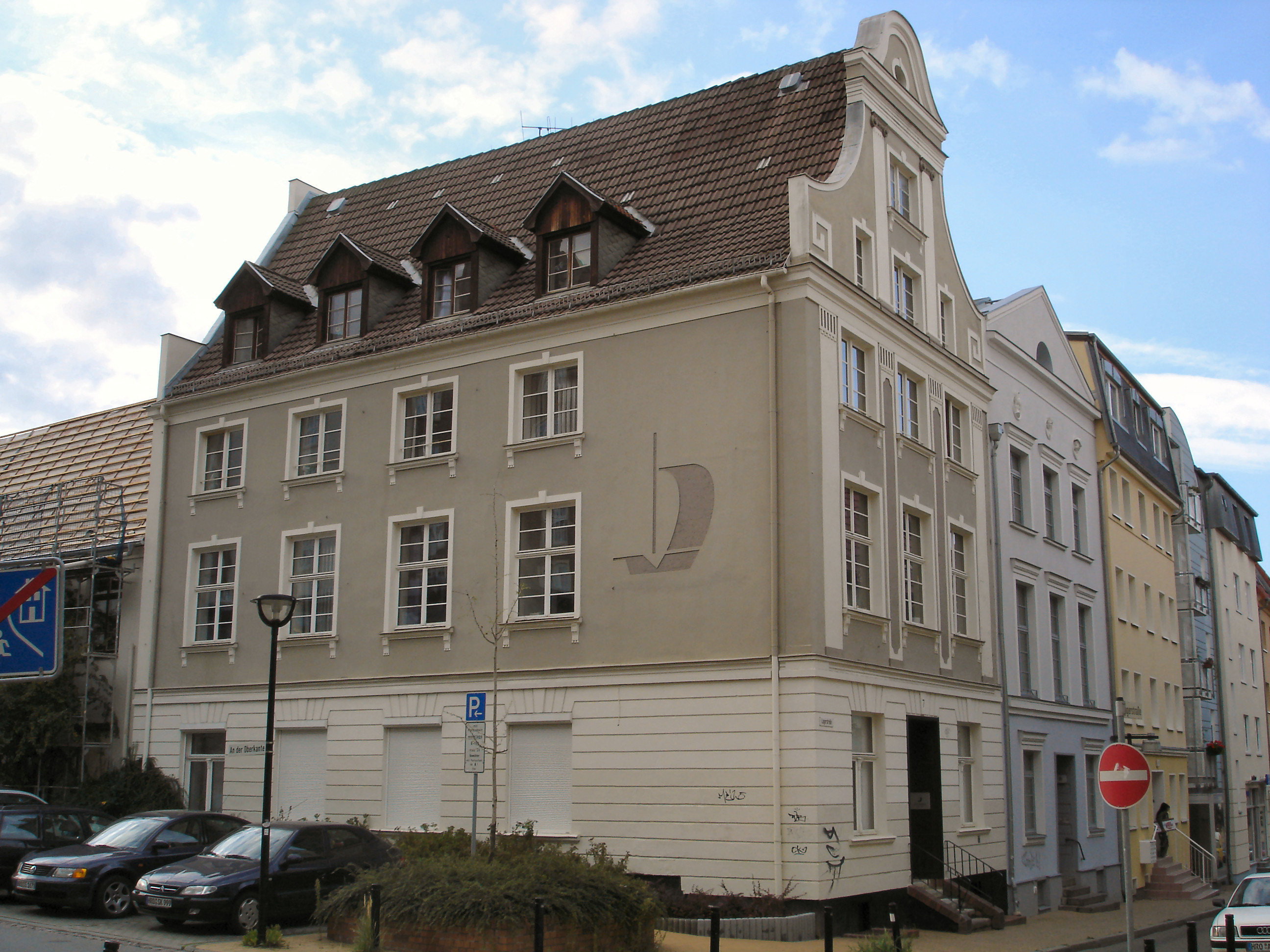
Gebäude des Hinstorff Verlags Ecke Lagerstraße/An der Oberkante

Die Lagerstraße in Rostock ist eine Straße im historischen Stadtkern der Hansestadt. Sie ist eine der Straßen, die in Nord-Süd-Richtung vom Strande (das heißt dem Stadthafen am Ufer der Unterwarnow) zur heutigen Langen Straße und zum Neuen Markt führten. Über die Querstraßen Pläterstraße und Strandstraße ist sie sowohl mit der Wokrenterstraße im Westen und über die Strand- und die Petersilienstraße mit dem Burgwall im Osten verbunden. Die Lagerstraße hat eine Länge von etwa 150 Metern. Zusammen mit der sich südlich anschließenden Faulen Grube und der Buchbinderstraße stellte sie die Grenze zwischen den einstigen Teilstädten Neustadt und Mittelstadt dar.

## Geschichte

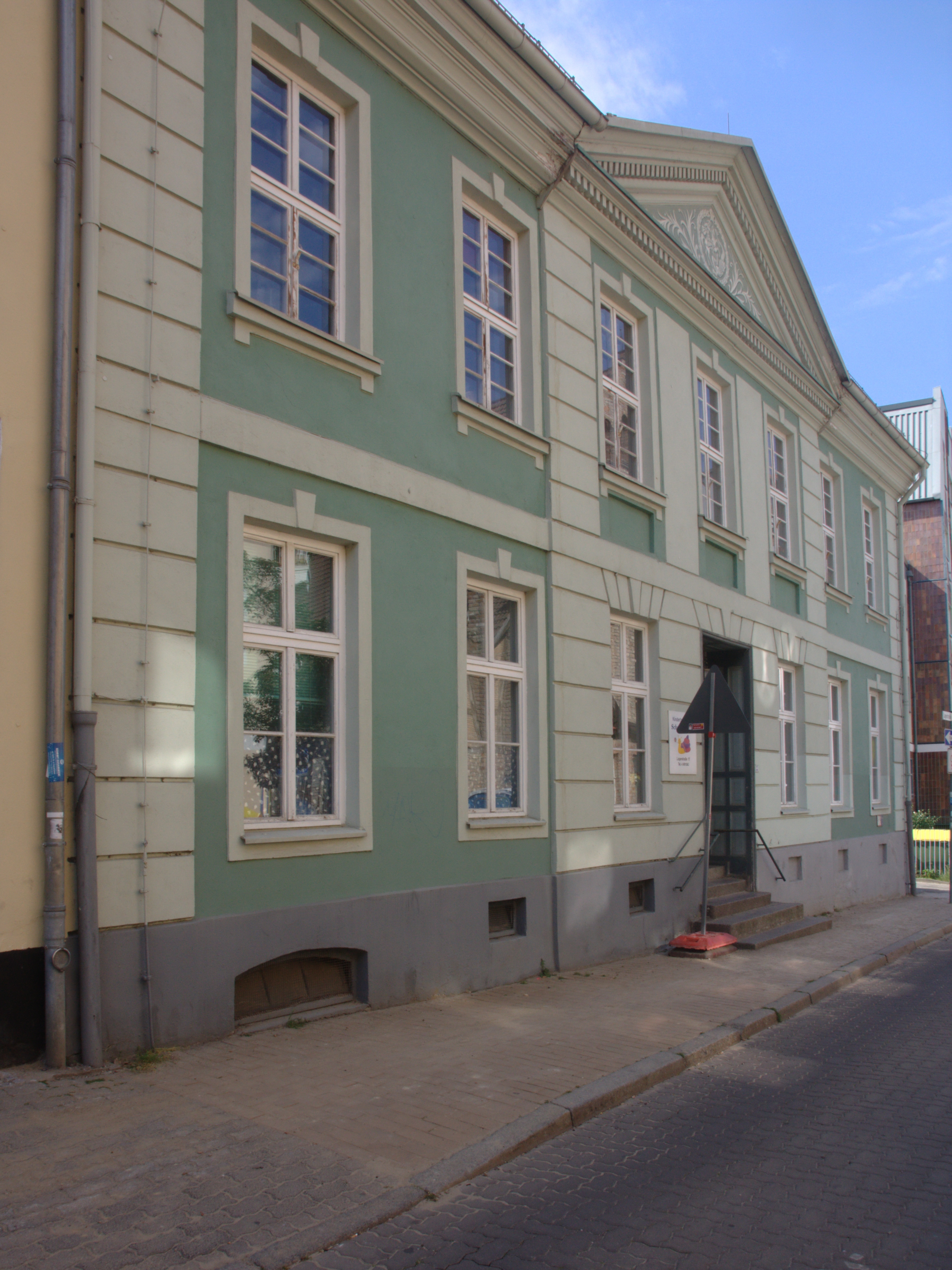
Nr. 17, ehemaliges Heilig-Geist-Hospital

In der Chronologie der Ersterwähnung Rostocker Straßen nimmt sie den dritten Platz ein (1259 als platea Lagestrata), was ihren hohen Stellenwert im mittelalterlichen Stadtgefüge unterstreicht. Dieser leitete sich von ihrer Funktion als Bindeglied zwischen Hafen und den zwei Marktplätzen im Süden ab. Ihre Bezeichnung verdankte die Straße einem Rostocker Patriziergeschlecht namens Lawe, das möglicherweise eine Verbindung zur mecklenburgischen Kleinstadt Laage hatte. Zum Strand hin wurde die Lagerstraße durch das Lagertor begrenzt, welches nicht nur der Verteidigung, sondern auch der Erhebung von Zöllen diente. Da die drei Rostocker Teilstädte durch Wasserläufe voneinander getrennt waren, verlief die Lagerstraße ursprünglich am Ufer eines Nebenarms der Unterwarnow. Dieser Wasserlauf wurde jedoch bereits im 13. Jahrhundert zugeschüttet.
Ihrer sozialen Bedeutung entsprechend war die Lagerstraße mit dem repräsentativsten Bautyp hansischer Städte, dem Giebelhaus, umstanden, von denen noch heute einige Reste hinter neueren Fassaden verborgen sind. Die Lagerstraße blieb von dem Großen Stadtbrand des Jahres 1677, der ein gutes Drittel der Stadt vernichtete, verschont. Im 18. Jahrhundert wurde die Bebauung dem barocken Zeitgeschmack (äußerlich) angepasst. In der Lagerstraße 46 wohnte 1831/32 Fritz Reuter als (erfolgloser) Student der Rechtswissenschaften. Durch das Viernächte-Bombardement der britischen Luftwaffe Ende April 1942, bei dem das alte Rostock größtenteils unterging, nahm der südliche Abschnitt der Lagerstraße schweren Schaden. Allerdings waren die Zerstörungen weitaus geringer als in den Parallelstraßen Burgwall und Große Mönchenstraße, so dass die Lagerstraße noch heute einen Eindruck vom historischen Rostocker Stadtbild vermittelt.
Wegen des monumentalen Wiederaufbaus der Langen Straße ab 1953 verlor die Lagerstraße ihre Verbindung zu dieser, ist aber über den künstlich angelegten Verbindungsweg An der Oberkante an ihre westlichen Parallelstraßen angebunden.
Zu den sehenswerten Gebäuden in der Lagerstraße gehört unter anderem die Nummer 32, ein schlichtes Traufenhaus aus dem frühen 18. Jahrhundert. Die Nummern 7 und 8 sind barock, letzteres besitzt im Kern noch mittelalterliche Reste. Das palaisartige Gebäude der Nummer 17 wurde 1797–1798 im klassizistischen Stil errichtet und war Teil des Heilig-Geist-Hospitals. Das Treppengiebelhaus mit Rundbogenluken in der Lagerstraße 26 (Ecke Petersilienstraße) aus der Zeit um 1600 präsentiert eine für Speicherhäuser typische Fassade an einem Rostocker Profangebäude.